# Beaufort-en-Santerre
Beaufort-en-Santerre är en kommun i departementet Somme i regionen Hauts-de-France i norra Frankrike. Kommunen ligger i kantonen Rosières-en-Santerre som tillhör arrondissementet Montdidier. År 2022 hade Beaufort-en-Santerre 189 invånare.

## Befolkningsutveckling
Antalet invånare i kommunen Beaufort-en-Santerre
| Referens: INSEE |